# Bernd Eichwurzel
Bernd Eichwurzel (n. 25 octombrie 1964, Oranienburg, Brandenburg, Germania) este un canotor ce a reprezentat Republica Democrată Germană, medaliat olimpic. A participat la o ediție a Jocurilor Olimpice (1988) în care a câștigat o medalie de aur.

## Participări
Lista de mai jos prezintă principalele competiții la care a participat Bernd Eichwurzel de-a lungul carierei.
- rowing at the 1988 Summer Olympics – men's coxed four[*][5]